# Belovište (Gostivar)
Belovište (makedonsky: Беловиште), do roku 1945 s názvem Golemo Turčane (makedonsky: Големо Турчане, albánsky: Turçan i Madh), je vesnice v Severní Makedonii. Nachází se v opštině Gostivar v Položském regionu. 

## Demografie
Podle sčítání lidu z roku 2021 žije ve vesnici 1 208 obyvatel. Etnickými skupinami jsou:
- Albánci – 911
- Makedonci – 216
- Turci – 2
- ostatní – 79

| Rok          | 1948 | 1953 | 1961  | 1971  | 1981  | 1991 | 1994  | 2002  | 2021  |
| ------------ | ---- | ---- | ----- | ----- | ----- | ---- | ----- | ----- | ----- |
| Obyvatelstvo | 769  | 892  | 1 042 | 1 245 | 1 507 | 930  | 2 440 | 2 267 | 1 208 |

## Externí odkazy

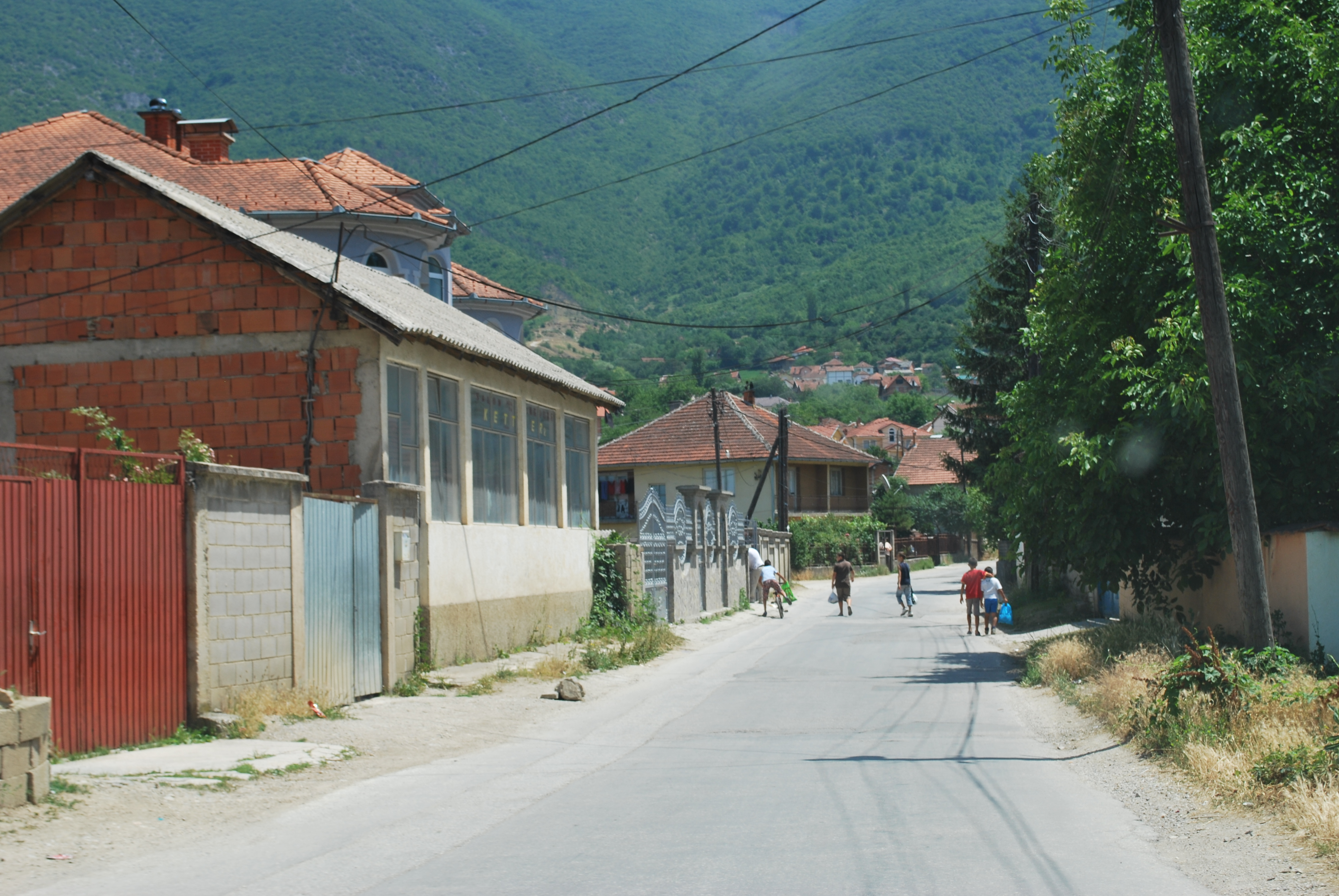
Ulice ve vesnici
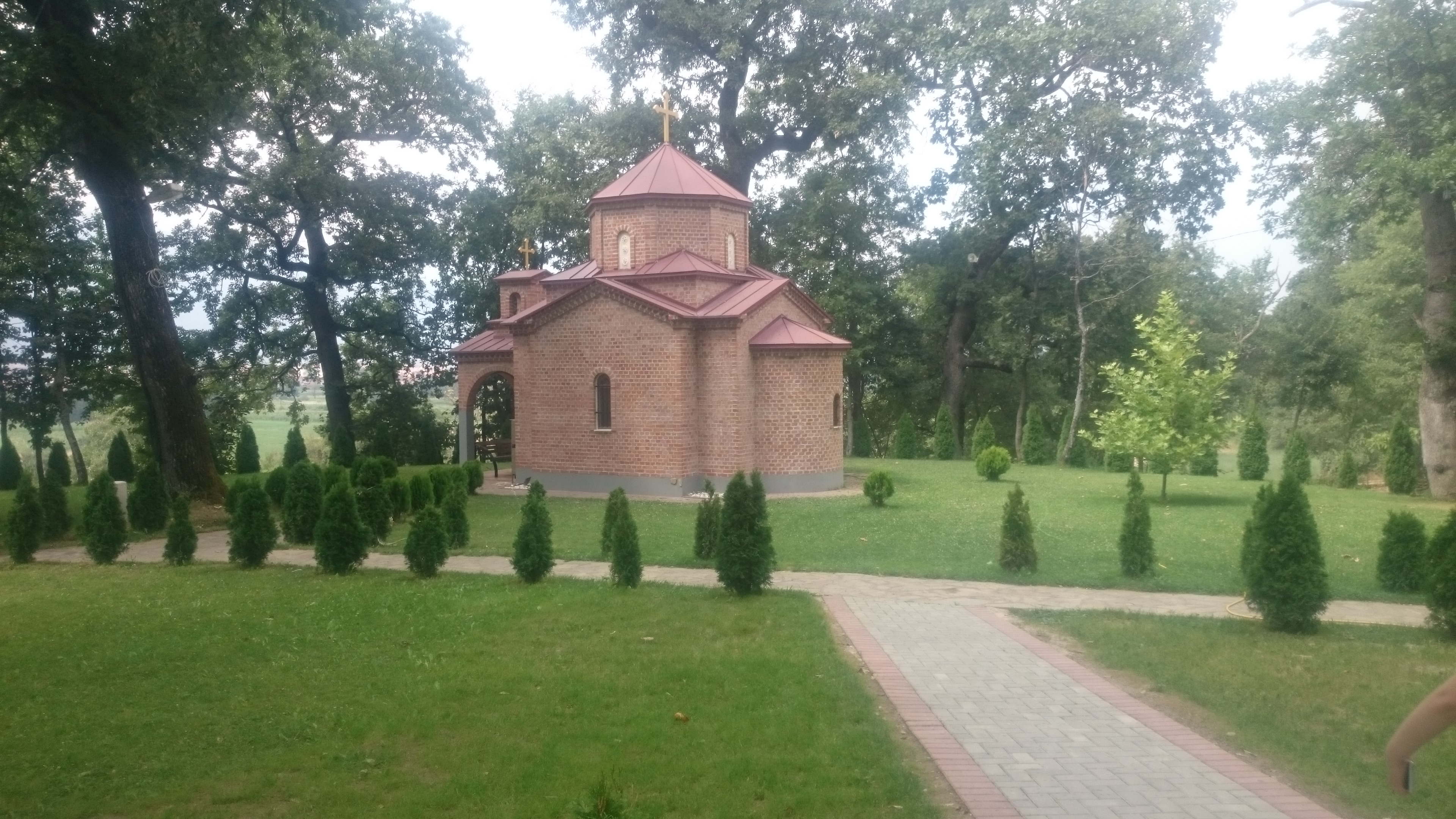
Klášterní kostel sv. Afanasije
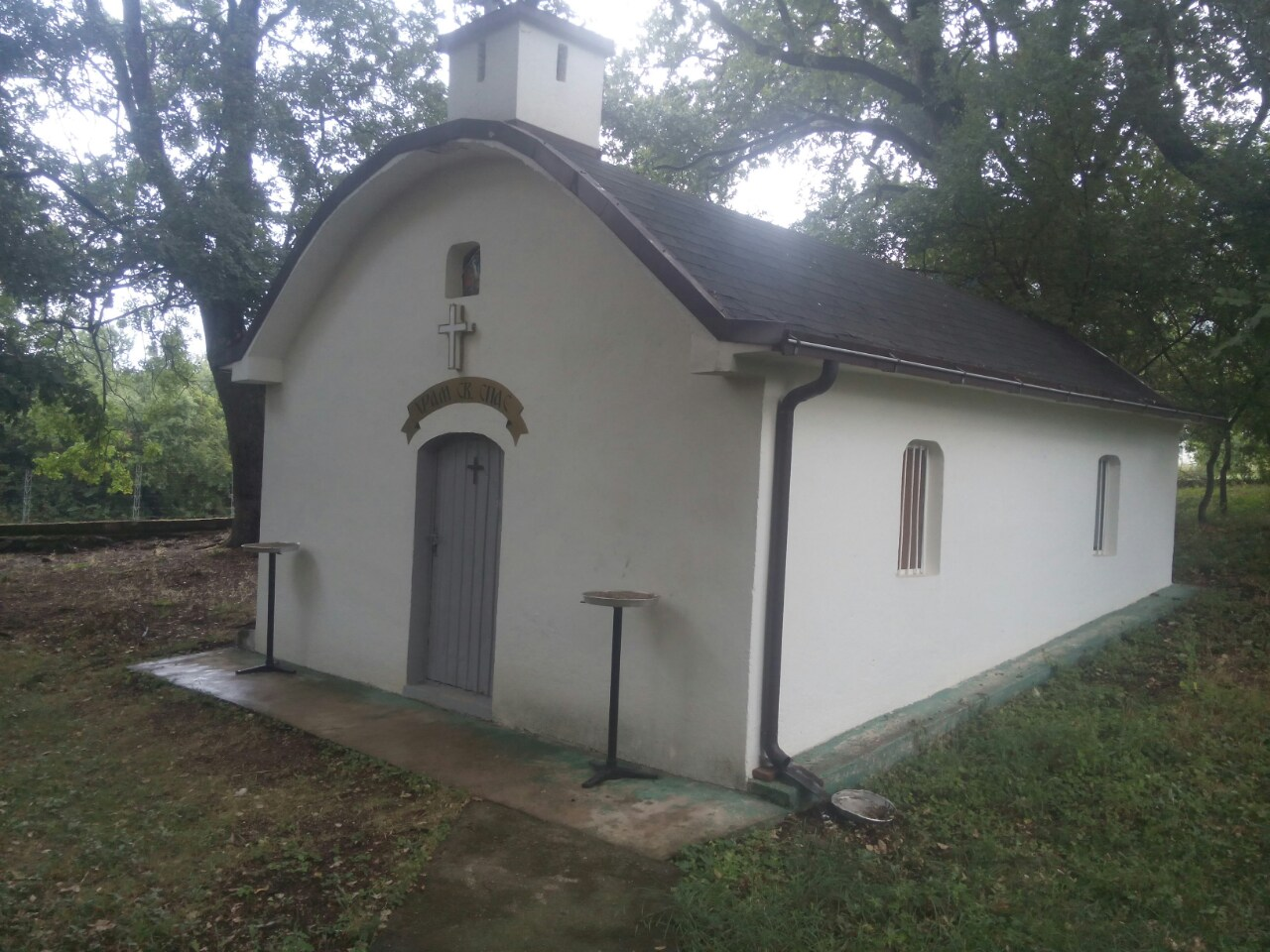
Kostel sv. Spase Belovišky